# Alchemilla parijae
Alchemilla parijae é uma espécie de rosácea do gênero Alchemilla, pertencente à família Rosaceae.